# Biureghawan
Biureghawan – miasto w Armenii, w prowincji Kotajk. W 2022 roku liczyło ok. 9200 mieszkańcóww.